# 누리호 4차 발사
누리호 4차 발사는 누리호의 4번째 발사를 말한다. 2025년 11월 발사로 전망되고 있다.

## 개요
누리호를 반복 발사하고 민간에 기술을 이전하는 한국형발사체 고도화사업의 두 번째 발사에 해당한다. 발사 운용 등 사업 총괄은 한국항공우주연구원이 맡았으며, 체계개발(총조립)은 민간 기업 한화에어로스페이스가 담당한다.

## 발사체 탑재체
- 차세대중형위성 3호 (우주과학 연구용 위성)
- 한국과학기술원·서울대학교·인하대학교·한국전자통신연구원·한컴인스페이스·스페이스린텍·우주로테크 등 산학연 공동 개발 큐브샛(초소형 위성) 11기

## 같이 보기
- 누리호 3차 발사